# تشو جي
تشو جي (بالصينية: 周杰) هو مغني وممثل صيني، ولد في 5 أغسطس 1970 في الصين.

## وصلات خارجية
- تشو جي على موقع IMDb (الإنجليزية)
- تشو جي على موقع ميوزك برينز (الإنجليزية)
- تشو جي على موقع قاعدة بيانات الفيلم (الإنجليزية)